# Пиррихий
Пирри́хий (греч. πυρρίχιος от πυρρίχη «древнегреческий военный танец с оружием критян и спартанцев») в греческом стихосложении представлял собою стопу, состоящую из двух кратких слогов (U U). Иррациональным пиррихием называлась такая стопа, в которой один из слогов имел бо́льшую долготу (которая не могла быть выражена целой морой), чем другой (позднее, может быть, и зачатки ударности). Пиррихий встречается либо в логаэдических размерах, либо в случае стяжения.
В русском стиховедении при помощи пиррихия пытались подкрепить слабость стопной теории, рассматривая его как стопу из двух безударных слогов, замещающую ямбические или хореические стопы (ипостас, например, В. Брюсова), что, однако, противоречило принципиальным установкам стопной теории, рассматривавшей стопу как сочетание ударного слога с безударными, а строку как закономерное чередование одинаковых стоп. В связи с отказом современного стиховедения от теории стоп отпадает и понятие пиррихий для русского стиха.